# Millie Hughes-Fulford
Millie Elizabeth Hughes-Fulford (ur. 21 grudnia 1945 w Mineral Wells w stanie Teksas, zm. 4 lutego 2021 w San Francisco) – amerykańska naukowiec w dziedzinie medycyny i biologii molekularnej, była astronautka NASA, która odbyła lot na pokładzie wahadłowca kosmicznego jako specjalistka ładunku (ang. Payload Specialist).
Millie Elizabeth Hughes urodziła się w Mineral Wells, w stanie Teksas. W 1962 roku ukończyła szkołę średnią w Mineral Wells, a następnie (w 1968 roku) uzyskała stopień licencjata z chemii i biologii na Uniwersytecie Stanowym Tarleton. W 1972 roku obroniła doktorat na Texas Woman’s University.
Jest członkinią American Association for the Advancement of Science, American Society for Gravitational Science and Biology, American Society for Bone and Mineral Research, American Society for Cell Biology oraz Association of Space Explorers.

## Życie prywatne
Wyszła za mąż za George’a Fulforda (przyjmując drugi człon nazwiska po mężu) i miała  córkę imieniem Tori.

### Hobby
Jej hobby było nurkowanie, pływanie, uprawa ogrodu, fotografia, grafika komputerowa oraz wioślarstwo.

## Kariera naukowa
W wieku 16 lat poszła na studia (college). W 1968 roku uzyskała licencjat z chemii i biologii na Uniwersytecie Stanowym Tarleton. W tym samym roku rozpoczęła pracę dyplomową nad chemią osocza na Texas Woman’s University w ramach stypendium Narodowej Fundacji Nauk (stypendium na lata 1968–1971). W latach 1970–1971 była stypendystką American Association of University Women, a następnie (lata 1971–1972) stypendystką MacArthur Foundation. W 1972 roku, po ukończeniu doktoratu, dr Hughes-Fulford dołączyła do zespołu naukowego wydziału Southwestern Medical School na University of Texas w Dallas, prowadząc wraz z Marvinem D. Sipersteinem badania na temat regulacji metabolizmu cholesterolu.
W styczniu 1983 r. Hughes-Fulford została wybrana przez NASA na specjalistkę ładunku. W czerwcu 1991 r. na pokładzie wahadłowca Columbia wzięła udział w misji kosmicznej STS-40 Spacelab Life Sciences (SLS 1) – pierwszej misji laboratorium Spacelab poświęconej badaniom biomedycznym. Wahadłowiec przeleciał ponad 3,2 miliona mil podczas 146 okrążeń Ziemi, a jego załoga przeprowadziła ponad 18 eksperymentów w okresie 9 dni, dostarczając więcej danych medycznych niż jakikolwiek poprzedni lot NASA. Czas trwania misji wyniósł 9 dni, 2 godziny, 14 minut i 20 sekund.
Millie Hughes-Fulford była profesorem na University of California Medical Center w San Francisco, gdzie kontynuowała swoje prace badawcze. Jako dyrektorka Hughes-Fulford Laboratory oraz doradca naukowyPodsekretarza ds. Weteranów, Millie Hughes-Fulford prowadziła – w ramach grantów Departamentu Spraw Weteranów i NASA – badania na temat kontroli wzrostu raka gruczołu krokowego oraz regulacji aktywacji kości i limfocytów.

## Lot kosmiczny
Została siedemnastą kobietą w kosmosie oraz pierwszą kobietą – specjalistką ładunku. Brała udział w jednej misji kosmicznej – STS-40 wahadłowca Columbia.
| Data startu    | Statek kosmiczny     | Data lądowania  | Statek kosmiczny     | Funkcja              | Czas trwania                       |
| -------------- | -------------------- | --------------- | -------------------- | -------------------- | ---------------------------------- |
| 5 czerwca 1991 | STS-40 Columbia F-11 | 14 czerwca 1991 | STS-40 Columbia F-11 | specjalistka ładunku | 9 dni 2 godziny 14 minut 20 sekund |

## Nagrody i wyróżnienia
- 1965 – Letni Program Narodowej Fundacji Nauk (studentka).
- 1968–1971 – Program Narodowej Fundacji Nauk (studia drugiego stopnia)
- 1972 – stypendium Amerykańskiego Stowarzyszenia Kobiet na Uniwersytetach
- 1984 – Prezydencka Nagroda dla Pracownika Federalnego w Regionie Zachodnim
- 1986–1989 – członkini Rady Regentów Uniwersytetu Aeronautyki Embry-Riddle, Daytona Beach na Florydzie
- 1987–1990 – członkini Komitetu biologii kosmicznej i kosmicznej medycyny, Krajowej Rady Naukowej
- Medal za Lot Kosmiczny NASA
- 1994 – Kobieta Roku hrabstwa Marin
- 1995–2001 – członkini Komitetu Doradczego ds. Programu Naukowego Biblioteki Naukowej Biologii Morskiej, Woods Hole w Massachusetts
- od 1995 – członkini Komitetu Organizacyjnego Międzynarodowej Konferencji Eikozanoidów i innych aktywnych Bio-lipidów
- Universal Astronaut Insignia za lot orbitalny (nr 253, pośmiertnie) – Stowarzyszenie Uczestników Lotów Kosmicznych (Association of Space Explorers(inne języki))[6]